# Gmina Stawiski
Die Gmina Stawiski ist eine Stadt-und-Land-Gemeinde im Powiat Kolneński der Woiwodschaft Podlachien in Polen. Ihr Sitz ist die gleichnamige Stadt (litauisch Staviskai; belarussisch Ставішкі, deutsch Stawiszken oder Stawisken) mit 2268 Einwohnern (2016).

## Gliederung
Zur Stadt-und-Land-Gemeinde gehören neben der Stadt Stawiski folgende 36 Ortschaften mit einem Schulzenamt:
Barzykowo
Budy Poryckie
Budy Stawiskie
Budziski
Cedry
Chmielewo
Cwaliny
Dzierzbia
Dzięgiele
Hipolitowo
Ignacewo
Jewilin
Jurzec Szlachecki
Jurzec Włościański
Karwowo
Kuczyny
Lisy
Michny
Mieczki-Sucholaszczki
Mieszołki
Poryte Szlacheckie
Poryte Włościańskie
Ramoty
Rogale
Romany
Rostki
Skroda Mała
Sokoły
Stawiski
Tafiły
Wilczewo
Wysokie Duże
Wysokie Małe
Zabiele
Zaborowo
Zalesie
Żelazki
Weitere Orte der Gemeinde sind Dąbrowa, Grabówek, Łojewek und Poryte Małe.

## Persönlichkeiten
- Akiba Rubinstein (1880–1961), polnischer Schachmeister; geboren in Stawiski.